# Gordion
Gordion (en phrygien Gordum ; en turc Gordiyon ; en grec Γόρδιον) était la capitale de l'ancienne Phrygie. Elle était située dans la vallée du fleuve Sangare, près du village de Yassıhüyük dans l'actuelle Turquie, à 15 kilomètres au nord-ouest de la ville de Polatlı et à 70 kilomètres au sud-ouest d'Ankara.

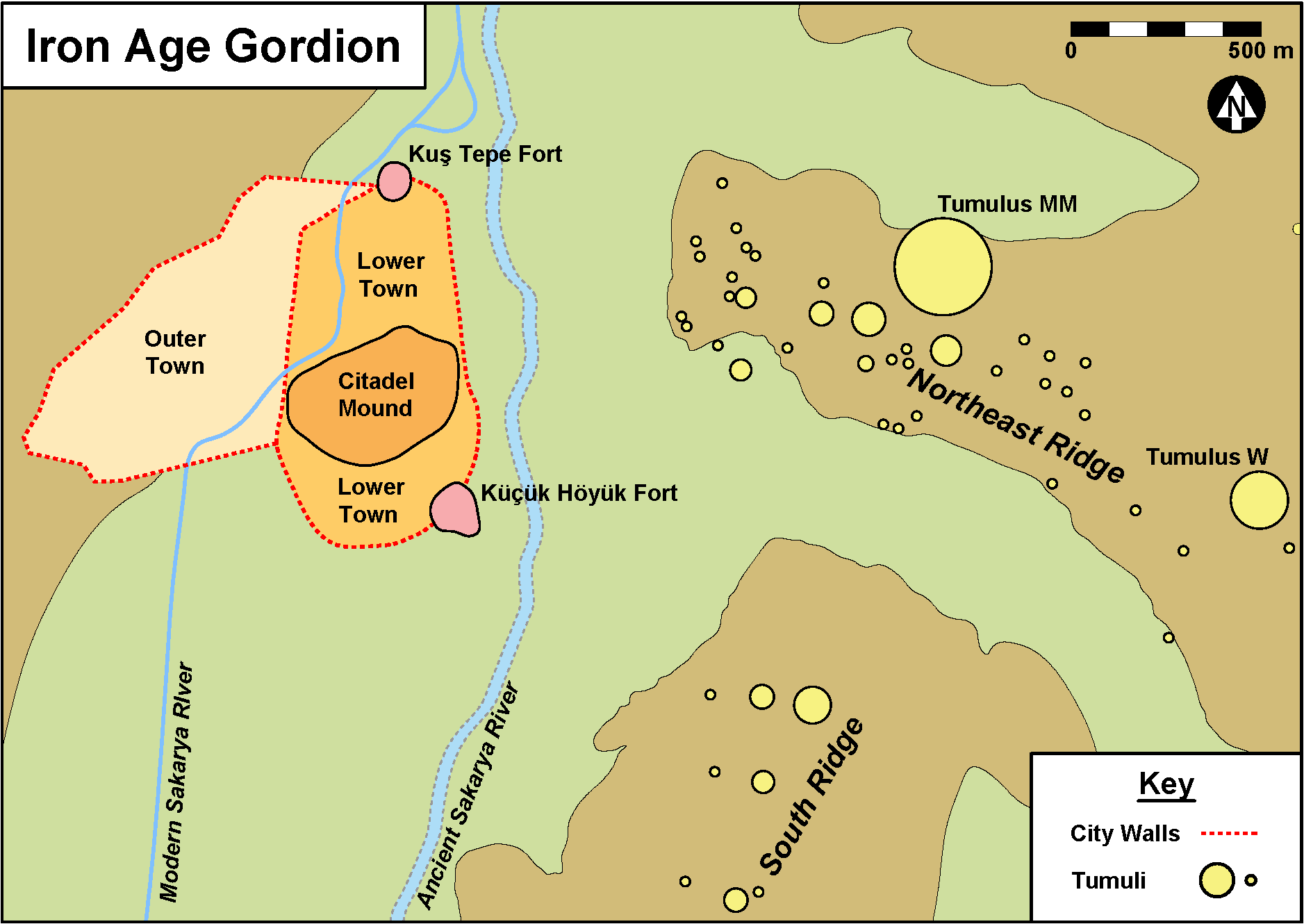
Plan général du site pendant l'âge du fer..

Table marquetée du tumulus MM.

## Situation
L'emplacement de Gordion au confluent du fleuve Sangare et de la rivière Thymbre est une position stratégique permettant d'avoir la mainmise sur les terres fertiles environnantes. La cité était aussi située sur la voie de l'ancienne route commerciale qui traversait le cœur de l'Asie Mineure, qui deviendra la « route Royale » sous le roi perse Darius Ier et qui passait aussi par Pessinonte et Ancyre (Ankara). Le centre de Gordion, composé de la citadelle, de la ville basse et d'une forteresse (Küçük Hüyük), était situé sur la rive orientale de la rivière Sangare (en grec Σαγγάριος ; en turc Sakarya), bien que plus tard de larges banlieues se soient développées sur l'autre rive.

## Histoire
L'occupation humaine du site s'étend sur une très longue période, allant du début de l'âge du bronze au Moyen Âge.

### Âge du bronze
Les niveaux les plus anciens du site datent de l'âge du bronze moyen (environ 1500 av. J.-C.). Au cours de cette période, Gordion subit l'influence des Hittites, attestée par des sceaux administratifs visibles sur le site. Par ailleurs, il existait des points communs entre l'artisanat s'y étant développé et celui de communautés lointaines, à l'ouest comme à l'est.
L'existence d'une nécropole étendue sur la crête nord-est, avec des sépultures édifiées durant l'âge du bronze tardif, indiquent que Gordion faisait partie de l'Empire hittite et était situé à son extrémité ouest.

### Âge du fer
Un changement culturel a lieu à Gordion au début de l'âge du fer, avec des différences notables par rapport à l'âge du bronze tardif en ce qui concerne l'architecture et l'artisanat. Les liens céramiques et linguistiques avec le sud-est de l'Europe indiquent un afflux de migrants venus des Balkans à cette époque, qui pourrait marquer le début de la colonisation phrygienne sur le tertre de la citadelle à Gordion (vers 1200–950 avant notre ère).

### Période phrygienne
La ville fut, semble-t-il, construite par un peuple de langue indo-européenne, les Phrygiens, probablement venus de Thrace pour s'installer en Anatolie vers 1180-1170 av. J.-C., période de l'effondrement du Royaume hittite. C'est à cette époque que la Phrygie émergea en tant qu'État, sur les ruines encore fumantes de l'ancien Royaume hittite. Gordion en devint la capitale. Très vite, elle devint l'un des royaumes les plus puissants et les plus prospères de l'Anatolie post-hittite. Les Phrygiens pratiquent le commerce avec les autres royaumes de la région, mais aussi avec les Grecs et les Phéniciens. Au cours des IXe et VIIIe siècles av. J.-C., elle connut un essor important. Elle est la capitale d'un royaume qui s'étendait sur une bonne partie de l'Asie Mineure, à l'ouest du Kızılırmak. Grâce à plusieurs programmes de construction successifs, Gordion est devenue une citadelle avec d'importants murs de fortification et des bâtiments monumentaux, au cours de la période phrygienne primitive (vers 950-800), indiquant l'émergence d'un état phrygien. Un gigantesque tumulus de 43 mètres de hauteur abritant un tombeau royal (tumulus MM) datant des environs de 740 av. J.-C. fut mis au jour sur le site. Il a longtemps été suggéré qu'il s'agissait du tombeau du célèbre Midas, mais il appartiendrait en réalité à l'un de ces prédécesseurs.

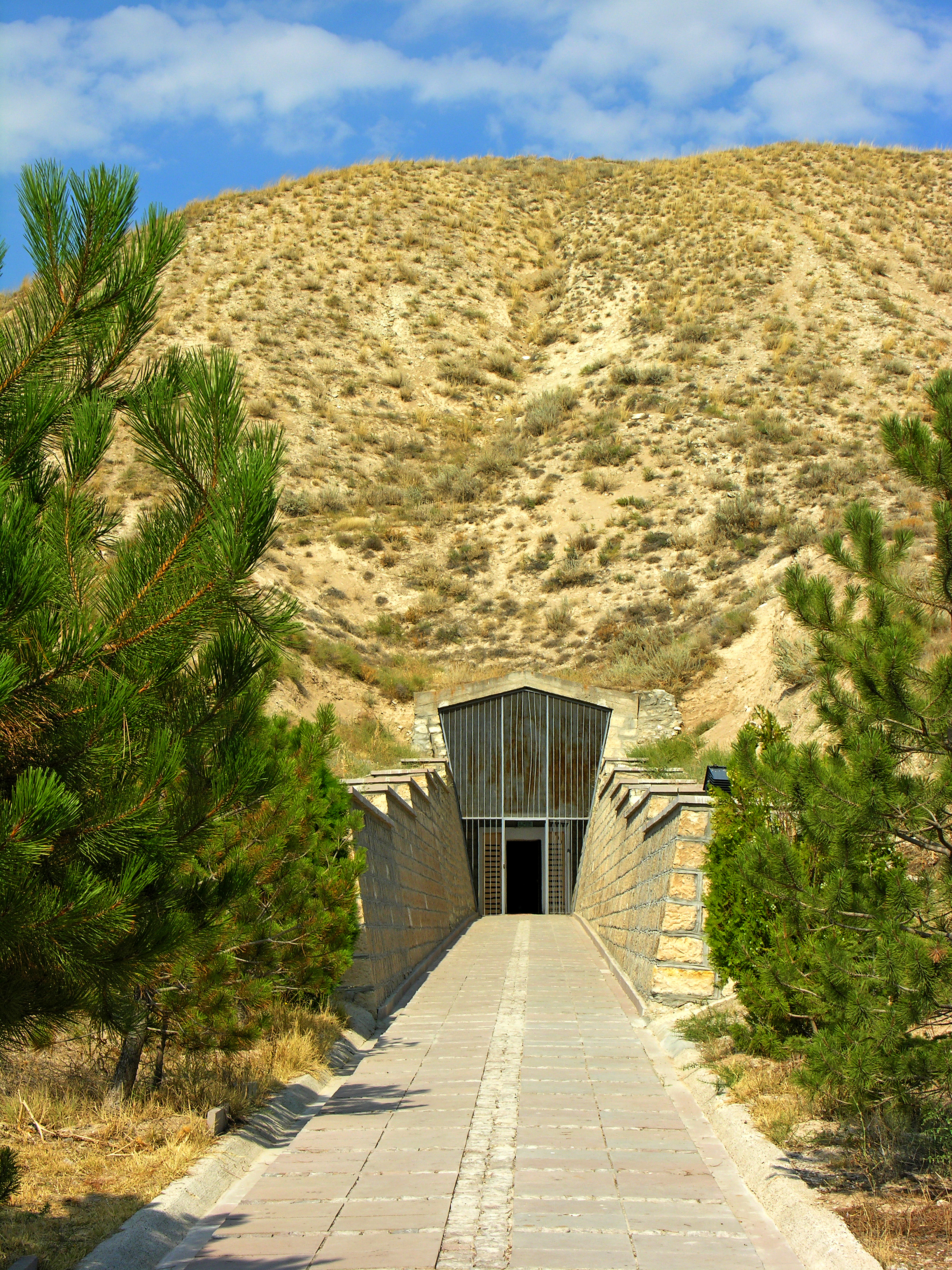
Le tumulus MM, abritant un tombeau royal, vers 740 av. J.-C.

Le roi de Phrygie le plus célèbre est le mythique roi Midas, fils de Gordias. Lors de son règne (vers -690), un peuple nomade, les Cimmériens, envahit l'Asie Mineure. Midas dut aussi faire face aux attaques de son puissant voisin Sargon II, le roi assyrien.
La présence culturelle phrygienne continue d'être forte jusqu'au IVe siècle av. J.-C. et le passage d'Alexandre le Grand et son armée, qui vint à Gordion en 333 av. J.-C. Ce sont, en fait, les derniers historiens d'Alexandre qui relient le site au roi Midas et racontent le célèbre épisode du nœud gordien.

## Fouilles archéologiques
Un tumulus royal fut l'objet de fouilles archéologiques en 1957. D'un diamètre d'un peu moins de 300 mètres, il est haut de 43 mètres. À l'intérieur de la chambre funéraire en bois, on découvrit le cadavre d'un homme (le roi Midas ou son père ?) ainsi que des inscriptions, parmi les plus anciens textes.
Le royaume de Phrygie périclita plus tard à la suite des invasions lydiennes, perses, puis macédoniennes, mais tout en conservant un rôle de pôle commercial prééminent jusqu'à l'époque romaine.

## Inscription au patrimoine mondial
Le site a été proposé le 4 avril 2012 pour une inscription au patrimoine mondial et figure sur la « liste indicative » de l’UNESCO dans la catégorie patrimoine culturel. En septembre 2023, la cité antique est inscrite sur la liste du patrimoine mondial de l'UNESCO.